# Långa och korta skalan för stora tal
Långa och korta skalan för stora tal är två olika system som används för att beteckna mycket stora tal.
Långa skalan är ett talbeteckningssystem med latinska prefix, där varje nytt prefix betecknar ett tal en miljon gånger så stort som det föregående talet. I detta system representerar biljon en miljon miljoner (1012), triljon motsvarar talet 1018, och så vidare. Detta system används bland annat i Sverige och i större delen av Europa.
Korta skalan är ett talbeteckningssystem med samma latinska prefix som den långa skalan, men  där varje nytt prefix i stället betecknar ett tal tusen gånger så stort som det föregående talet. I detta system betyder biljon tusen miljoner (109), triljon tusen biljoner (1012), och så vidare. Detta system används bland annat i USA och den engelskspråkiga världen i allmänhet.
Beteckningarna biljon och triljon har sitt ursprung från den franske matematikern Jehan Adam, som i en bok från 1475 kallade en miljon miljoner för en bi-million och en miljon biljoner för en tri-million. 1484 föreslog Nicolas Chuquet att miljonpotenserna skulle utökas godtyckligt långt med latinska prefix: biljon, triljon, kvadriljon, kvintiljon, och så vidare. Året därpå fyllde den franske matematikern, läkaren och poeten, medlem av Plejaden, Jacques Peletier ut mellanrummen mellan Chuquets beteckningar med hjälp av böjningen "-ard". Han kallade tusen miljoner för en miljard, tusen biljoner för en biljard, tusen triljoner en triljard, och så vidare
Chuquets system, med eller utan Peletiers utfyllnad, kallas idag för den "långa skalan". Under 1700-talet började grupper av franska och italienska matematiker komprimera avstånden i Chuquets system från en faktor på en miljon till en faktor tusen. Detta gav upphov till den korta skalan, som spred sig till USA under tidigt 1800-tal. Storbritannien följde efter år 1974.

## Långa skalan
Man numrerar den långa skalan från höger till vänster, ”ordningen” för varje siffra är den plats som ordningen har.
Man grupperar siffrorna tre och tre från höger till vänster, varje grupp om tre siffror kallas klass, och numreras också från höger till vänster.
Man grupperar siffrorna sex och sex från höger till vänster, eller vilket är samma sak, klasserna bildar parvis perioder, vilka man på samma sätt numrerar från höger till vänster,
När denna indelning är gjord, så har vi att varje ordning inom varje klass kallas: ental, tiotal och hundratal, den andra klassen inom varje period kallas tusental, den andra perioden är miljoner, den tredje biljoner, etc. I princip kan denna indelning fortsätta oändligt.
Enligt detta och med en titt på schemat, så blir namnet på siffrorna från vänster till höger:
Ental, tiotal och hundratal, för första klassen i första perioden.
Tusental, tiotusental och hundratusental, för andra klassen i den första perioden.
Miljoner, tiotal miljoner, hundratal miljoner, för första klassen i den andra perioden.
Tusen miljoner, tiotusen miljoner, hundratusen miljoner, för andra klassan i den andra perioden.
Denna serie av sex siffror indelad i två klasser med vardera tre siffror kallar man: miljon, biljon, triljon, kvadriljon, kvintiljon, sextiljon, septiljon, oktiljon, etc. Man kan benämna varje kvantitet hur många siffror den än har. I praktiken brukar man bara använda sig av detta upp till kvadriljon,[källa behövs] och inte benämna större kvantiteter med alla sina siffror.
Till exempel, talet:
{\displaystyle 15936535897932384626433832795\,}
klassificerar man så här:
{\displaystyle \underbrace {\underbrace {\;\,1\,5} _{10^{e}\;C}\;\underbrace {9\,3\,6} _{9^{e}\;C}} _{5^{e}\;perioden}\;\underbrace {\underbrace {5\,3\,5} _{8^{e}\;C}\;\underbrace {8\,9\,7} _{7^{e}\;C}} _{4^{e}\;perioden}\;\underbrace {\underbrace {9\,3\,2} _{6^{e}\;C}\;\underbrace {3\,8\,4} _{5^{e}\;C}} _{3^{e}\;perioden}\;\underbrace {\underbrace {6\,2\,6} _{4^{e}\;C}\;\underbrace {4\,3\,3} _{3^{e}\;C}} _{2^{a}\;perioden}\;\underbrace {\underbrace {8\,3\,2} _{2^{a}\;C}\;\underbrace {7\,9\,5} _{1^{a}\;C}} _{1^{a}\;perioden}}
Talet kan delas in i siffergrupper om tre:
{\displaystyle 15.936_{_{4}}535.897_{_{3}}932.384_{_{2}}626.433_{_{1}}832.795\,}
Talet kan skrivas ut:
femton kvadriljarder niohundratrettiosex kvadriljoner
femhundratrettiofem triljarder åttahundranittiosju triljoner
niohundratrettiotvå biljarder trehundraåttiofyra biljoner
sexhundratjugosex miljarder fyrahundratrettiotre miljoner
åttahundratrettiotvå tusen sjuhundranittiofem
Punkter och indexsiffror är med här endast för att markera den korrekta indelningen. För att underlätta läsningen av stora tal är det brukligt att använda ett mellanslag som avdelare mellan tusentalen (talet skrivs då 15 936 535 897 932 384 626 433 832 795). I bland annat vetenskapliga texter brukar stora tal skrivas i grundpotensform, med önskat antal signifikanta siffror, som för det nämnda talet kan vara till exempel 15,94 ×1027.
För mer information av namngivning av stora tal, se mycket stora tal.

## Korta skalan
I den korta numeriska skalan numrerar man också från höger till vänster. Denna numrering bestämmer ordningen för varje siffra. Genom att gruppera siffrorna tre och tre, bildar vi perioder, för varje ordning siffror i varje period benämns de på följande sätt, se schema:
Ental, tiotal och hundratal för första perioden.
Tusental, tiotusental, hundratusental för andra perioden.
Miljontal, tiomiljontal och hundramiljontal för den tredje perioden.
Biljontal, tiobiljontal och hundrabiljontal för fjärde perioden.
Enligt samma procedur kan man utan begränsning benämna ett godtyckligt tal genom att använda följande benämningar för varje period: Miljon, Biljon, Triljon, Kvadriljon, Kvintiljon, Sextiljon, Septiljon, Oktiljon, Noniljon, Decatiljon etc.
Till exempel, talet:
{\displaystyle 384626433832795\,}
indelas så här:
{\displaystyle \underbrace {3\,8\,4} _{5^{e}\;P}\;\underbrace {6\,2\,6} _{4^{e}\;P}\;\underbrace {4\,3\,3} _{3^{e}\;P}\;\underbrace {8\,3\,2} _{2^{a}\;P}\;\underbrace {7\,9\,5} _{1^{a}\;P}}
vilket skrivs numeriskt :
{\displaystyle 384,626,433,832,795\,}
Observera att det anglosaxiska systemet använder sig av komma för att skilja mellan grupper av tre siffror, och punkt för att skilja på decimalerna, decimalpunkt, inte decimalkomma som i Sverige.
Talet utläses så här:
trehundraåttiofyra triljoner
sexhundratjugosex biljoner
fyrahundratrettiotre miljoner
åttahundratrettiotvå tusen
sjuhundranittiofem

## Jämförelse mellan den långa och den korta skalan
Skillnaderna mellan de två skalorna är:
| Värde | Numeriskt skrivsätt                   | Kort skala | Kort skala  | Lång skala  | Lång skala    |
| ----- | ------------------------------------- | ---------- | ----------- | ----------- | ------------- |
| 10 0  | 1                                     | ett        | 1 000 1 - 1 | ett         | 1 000 000 0,0 |
| 10 3  | 1 000                                 | tusen      | 1 000 1 + 0 | tusen       | 1 000 000 0,5 |
| 10 6  | 1 000 000                             | miljon     | 1 000 1 + 1 | miljon      | 1 000 000 1,0 |
| 10 9  | 1 000 000 000                         | biljon     | 1 000 1 + 2 | miljard     | 1 000 000 1,5 |
| 1012  | 1 000 000 000 000                     | triljon    | 1 000 1 + 3 | biljon      | 1 000 000 2,0 |
| 1015  | 1 000 000 000 000 000                 | kvadriljon | 1 000 1 + 4 | biljard     | 1 000 000 2,5 |
| 1018  | 1 000 000 000 000 000 000             | kvintiljon | 1 000 1 + 5 | triljon     | 1 000 000 3,0 |
| 1021  | 1 000 000 000 000 000 000 000         | sextiljon  | 1 000 1 + 6 | triljard    | 1 000 000 3,5 |
| 1024  | 1 000 000 000 000 000 000 000 000     | septiljon  | 1 000 1 + 7 | kvadriljon  | 1 000 000 4,0 |
| 1027  | 1 000 000 000 000 000 000 000 000 000 | oktiljon   | 1 000 1 + 8 | kvadriljard | 1 000 000 4,5 |

Lägg märke till att bi syftar på 2 och tri på 3.
- Korta skalan:  Biljon är tusen gånger tusen 2   =  109.  Triljon är tusen gånger tusen 3   =  1012.

För att komma till prefixet för den följande ordningen, skall man multiplicera med tusen.
- Långa skalan:  Miljon är miljon1  =  106.  Biljon är miljon2   =  1012.  Triljon är miljon3   =  1018.

För att få prefixet för den följande ordningen, skall man multiplicera med en miljon. Med andra ord, en biljon (bi/två) har dubbelt så många nollor som en miljon, och en triljon (tri/tre) har tre gånger så många som en miljon, etc.

## Användning idag

### Länder som använder den långa skalan
De flesta länderna använder den traditionella långa skalan, med ord liknande millard för att referera till 109, och/eller ett ord som liknar billon för att referera till 1012. Några exempel på användning av den långa skalan, och de ord som används för 109 och 1012, är:

#### Förteckning över länder
Argentina (mil millones, billón)
 Österrike (Milliarde, Billion)
 Kanada (franska: milliard, billion)
 Chile (mil millones, billón)
 Colombia (mil millones, billón)
 Kroatien (milijarda, bilijun)
 Tjeckien (miliarda, bilion)
 Danmark (milliard, billion)
 Dominikanska republiken (mil millones, )
 Finland (finska: miljardi, biljoona)
 Frankrike (milliard, billion)
 Tyskland (Milliarde, Billion)
 Ungern (milliárd, billió eller ezer milliárd)
 Island (milljarður, billjón)
 Israel (milliard, )
 Italien (miliardo, )
 Nederländerna (miljard, biljoen)
 Mexiko (mil millones, billón)
 Costa Rica (mil millones, billón)
 Norge (milliard, billion)
 Polen (miliard, bilion)
 Portugal (mil milhões, bilião)
 Rumänien (miliard, bilion)
 Serbien (milijarda милијарда, bilion)
 Slovakien (miliarda, )
 Slovenien (miliarda, bilijon)
 Spanien
| Spanska: millardo eller, mer vanligt, mil millones.        |
| Katalanska: miliard eller mer vanligt, mil milions.        |
| Galiciska: mil millóns; billón eller en millón de millóns. |
 Sverige (miljard, biljon)
 Schweiz
| Franska: milliard, billion; |
| Tyska: Milliarde, Billion;  |
| Italienska: miliardo.       |
 Uruguay (mil millones, billón)
 Venezuela (millardo, billón)

### Länder med korta skalan
106 = en miljon, 109 = en biljon, 1012 = en triljon, etc.

#### Engelsktalande länder
Majoriteten av de engelsktalande länderna använder den korta skalan. Av det skälet bör man vara mycket uppmärksam när engelsktalande företrädare nämner stora siffertal. De kan till exempel referera till "en triljon" dollar, en kvantitet som i länder med den långa skalan skulle heta "en biljon" dollar. Exempel på länder som använder den korta skalan är:
 Australien
 Kanada (engelsktalande)
 Irland
 Nya Zeeland
 Sydafrika
 Storbritannien - använder dock ibland den långa skalan
 USA

#### Andra språk och länder
Brasilien, där man talar portugisiska, använder 109 = bilhão, 1012 = trilhão, etc.

#### Korta skalan med miljard från långa skalan
Några länder har använt den korta skalan för att namnge, med låg frekvens, stora tal (som 1012), men bibehåller den traditionella beteckningen "miljard" i stället för ordet  "biljon" från korta skalan. Några länder som gör detta är:
 Bulgarien (милиард)  
 Iran
 Lettland
 Litauen (milijardas)
 Ryssland (миллиард)
 Turkiet (milyar)

#### Korta skalan men med annan terminologi
Grekland, använder ordet εκατομμύριο ("hundra-myriader") för 106, för 109 (δισεκατομμύριο, "två-hundra-myriader"), 1012 (τρισεκατομμύριο, "tre-hundra-myriader"), 1015 (τετράκις εκατομμύριο, "fyra-hundra-myriader"), och så vidare.

### Länder och territorier med båda skalorna, korta och långa
Puerto Rico,  spansktalande använder i allmänhet den korta skalan (109 = billón, 1012 = trillón) för teknik och ekonomi, men den långa skalan används i publikationer som är avsedda för läsare i Latinamerika utanför Puerto Rico.

### Utan såväl lång som kort skala
Följande länder använder sina egna system för numrering:
 Kina  - se Kinesiska tal.  - där man använder symboler för myriader upp till 1044.
 Indien - se Indiska tal  - som används allmänt.
 Japan - se Japanska tal  - som använder myriader som kineserna.
 Sydkorea  Nordkorea - se Koreanska tal  - som använder ett traditionellt system med myriader för stora tal, med ord och speciella symboler upp till 10 48.

### Fotnoter
1. ↑  L'arithmétique de Jacques Peletier du Mans (1549), första kapitlet, häfte II, 6 Gallica.
2. ↑  Karlsson, Ola (2008). Svenska Skrivregler. Språkrådet. sid. 159. ISBN 978-91-47-08460-9
3. ↑  Foundalis, Harry (2007). ”Greek Numbers and Numerals (Ancient and Modern)”. Greek tutorial. foundalis.com. http://www.foundalis.com/lan/grknum.htm.(engelska)